# فرودگاه شهرستان باتلر–چاکتاو
فرودگاه باتلر-چاکتاو کانتی (به انگلیسی: Butler-Choctaw County Airport) یک فرودگاه همگانی بهره‌برداری هوایی است که یک باند فرود آسفالت دارد و طول باند آن ۱۲۴۴ متر است. این فرودگاه در شهر باتلر (آلاباما) کشور ایالات متحده آمریکا قرار دارد و در ارتفاع ۴۰٫۸ متری از سطح دریا واقع شده‌است.